# 14 martie
ianuarie • februarie • martie  • aprilie  • mai  • iunie  • iulie  • august  • septembrie  • octombrie  • noiembrie  • decembrie
14 martie este a 73-a zi a calendarului gregorian și ziua a 74-a în anii bisecți. Mai sunt 292 de zile până la sfârșitul anului.

## Evenimente

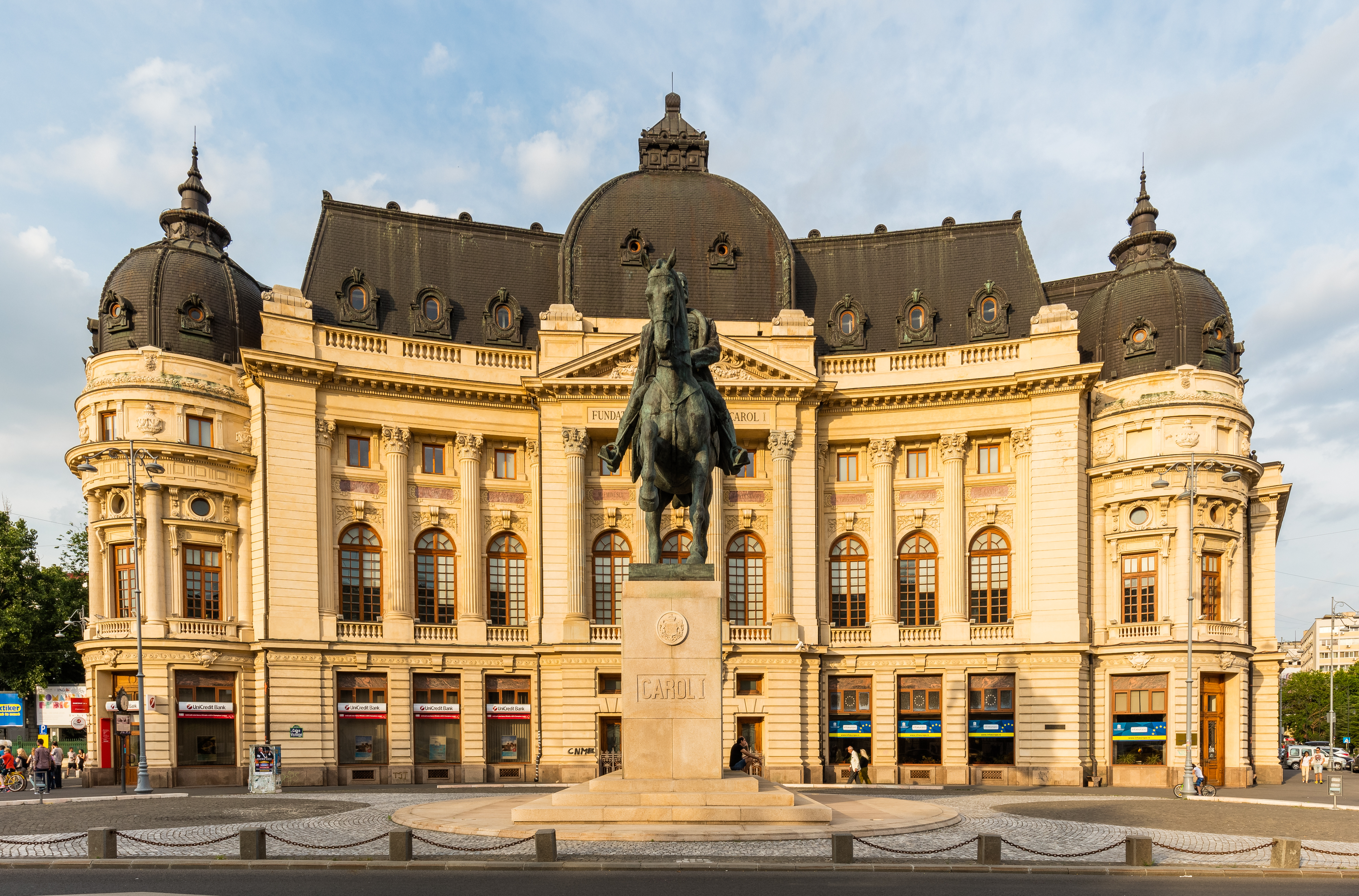
1895: Se inaugurează Biblioteca Centrală Universitară din București.

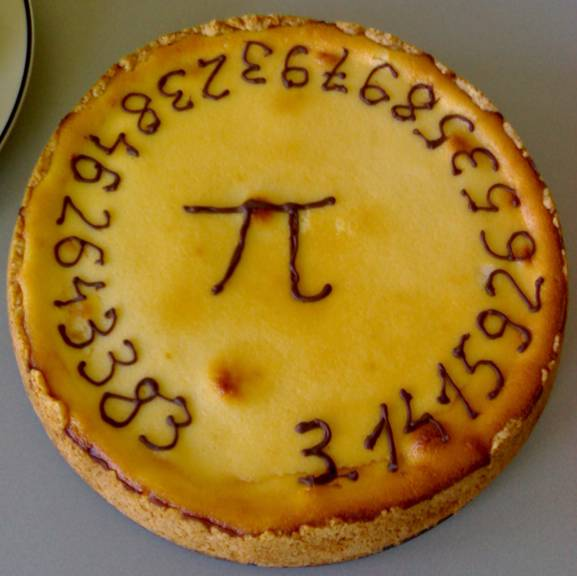
1988: Este fondată Ziua pi, celebrare anuală a constantei matematice π (pi).

- 1647: Războiul de treizeci de ani: Bavaria, Köln, Franța și Suedia semnează armistițiul de la Ulm.[1]
- 1800: Cardinalul Barnaba Chiaramonti devine Papa Pius al VII-lea.
- 1837: Apare, la Iași,  Alăuta Românească, prima revistă literară din Moldova, supliment al gazetei Albina românească.
- 1881: Parlamentul a votat Legea prin care România devenea regat. Carol I a fost încoronat la 10 mai 1881.
- 1895: Regele Carol I al României inaugurează Biblioteca Centrală Universitară din București.
- 1938: Adolf Hitler intră în Viena unde este aclamat de 200.000 de austrieci.
- 1950: FBI a emis în premieră lista celor mai căutați zece răufăcători.
- 1961: Un bombardier B-52 al Forțelor Aeriene ale Statelor Unite ale Americii se prăbușește în apropiere de Yuba City, California, în timp ce transporta arme nucleare.[2]
- 1962: Au început lucrările Comitetului pentru dezarmare de la Geneva, creat la 20 decembrie 1961, ca urmare a Rezoluției celei de-a XVI-a sesiuni a Adunării Generale a ONU (din 1983, Conferința pentru dezarmare). La lucrări a participat și România.
- 1964: Jack Ruby este condamnat pentru uciderea lui Lee Harvey Oswald, presupusul asasin al președintelui american John Fitzgerald Kennedy.[3]
- 1966: A avut loc premiera filmului Răscoala, după romanul omonim al lui Liviu Rebreanu, în regia lui Mircea Mureșan. Filmul a obținut premiul Opera prima, la Festivalul de Film de la Cannes.
- 1972: Zborul 296 Sterling Airways se prăbușește în apropiere de Kalba, Emiratele Arabe Unite, în timp ce se apropie de Aeroportul Internațional Dubai, ucigând 112 persoane.[4]
- 1982: Guvernul sud-african bombardează sediul Congresului Național African din Londra.[5]
- 1988: Este fondată Ziua pi, celebrare anuală a constantei matematice π (pi).[6]
- 1990: Mihail Gorbaciov este ales președinte al Uniunii Sovietice de Congresul deputaților.
- 1992: Sunt reînhumate, la Brașov, osemintele lui Nicolae Titulescu, aduse din Franța.
- 2004: Papa Ioan Paul al II-lea are cel de-al treilea pontificat ca lungime din toate timpurile.
- 2004: Vladimir Putin este reales președinte al Rusiei cu 71% din voturile exprimate.
- 2007: A fost celebrată pentru prima oară ziua mondială a matematicii.
- 2020: Pandemia de coronavirus – Președintele Klaus Iohannis anunță că România va intra în stare de urgență începând de luni, 16 martie.[7]

## Nașteri
- 1804: Johann Strauss–tatăl, compozitor, violonist și dirijor austriac (d. 1849)
- 1807: Josephine de Leuchtenberg, soția regelui Oscar I al Suediei și Norvegiei (d. 1876)
- 1820: Victor Emanuel al II-lea al Italiei, primul rege al Italiei unificate (d. 1878)
- 1822: Teresa a celor Două Sicilii, soția împăratului Pedro al II-lea al Braziliei (d. 1889)
- 1823: Théodore de Banville, scriitor francez (d. 1891)
- 1844: Lorenzo Casanova, pictor spaniol (d. 1900)
- 1844: Umberto I, rege al Italiei (d. 1900)

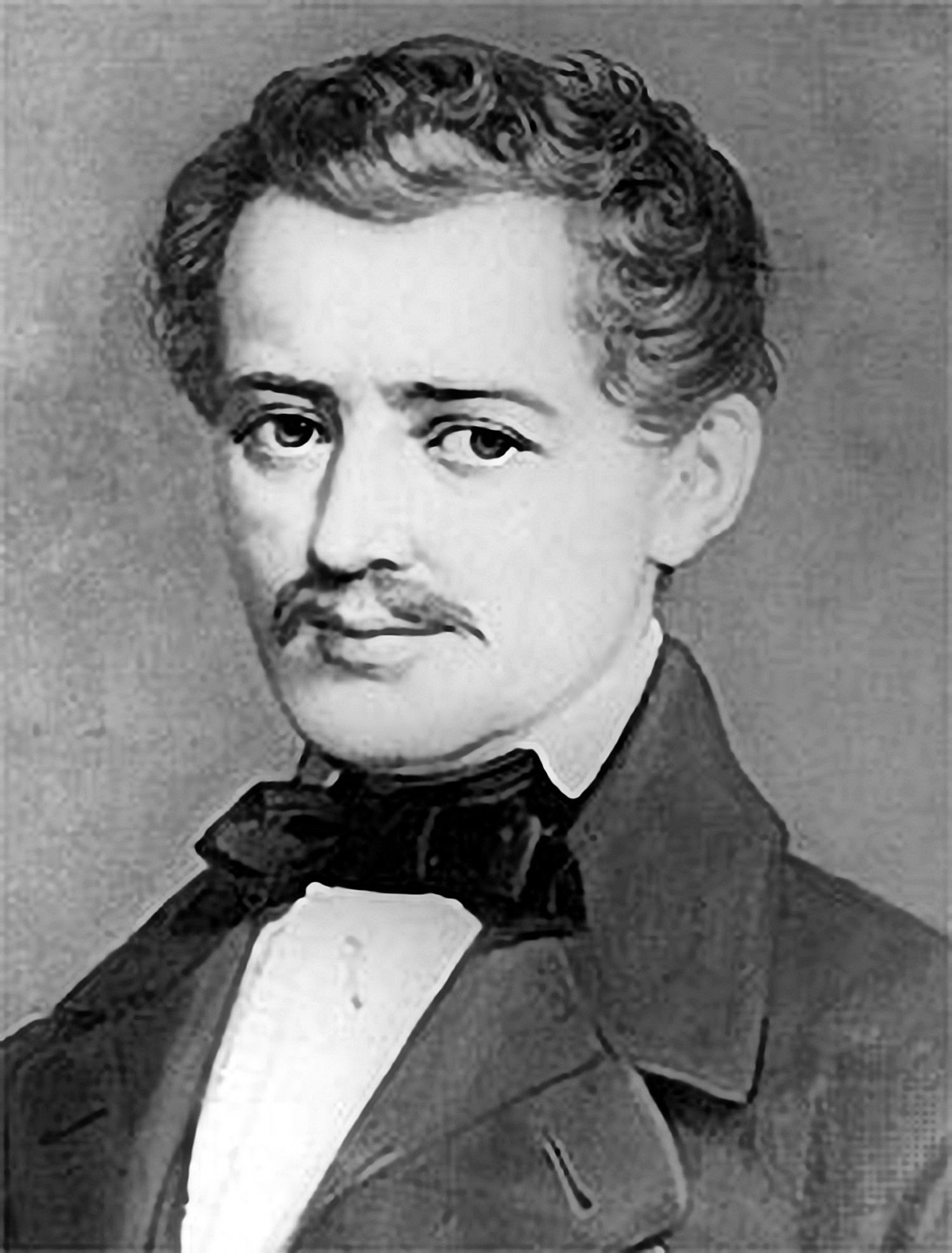
Johann Strauss–tatăl, compozitor, violonist austriac
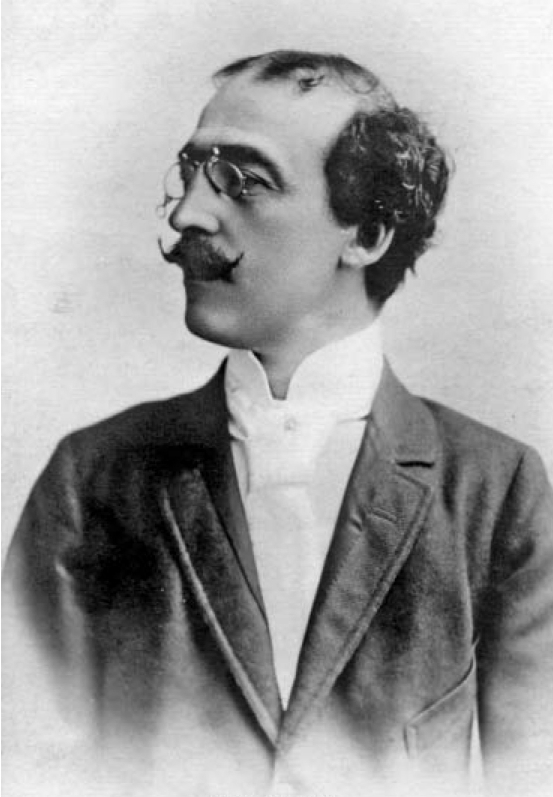
Alexandru Macedonski,  poet român
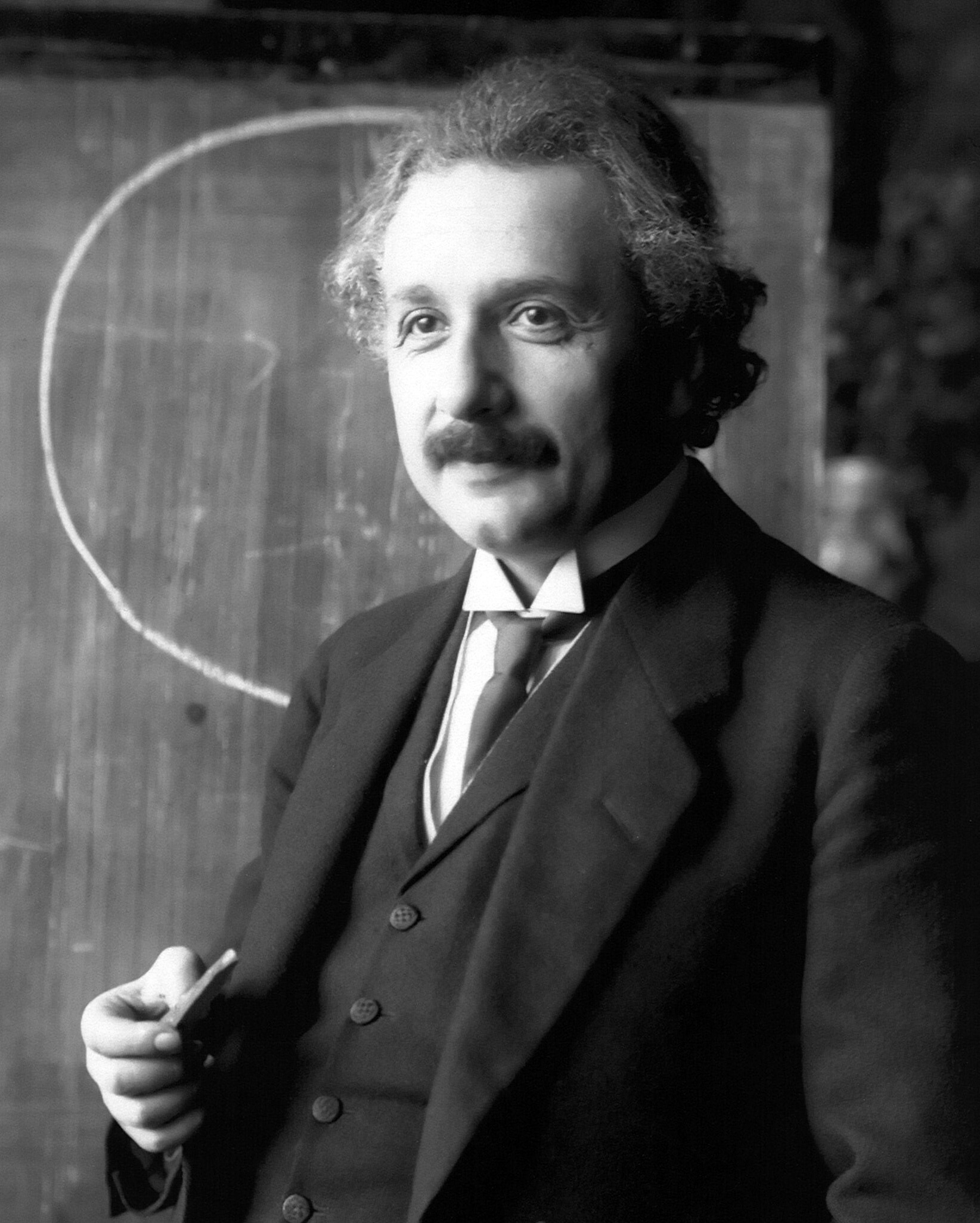
Albert Einstein, fizician teoretic născut în Germania, laureat Nobel

- 1854: Alexandru Macedonski, poet român (d. 1920)
- 1864: Prințesa Marie Anne de Saxa-Altenburg (d. 1918)
- 1872: Émile Vernon, pictor francez (d. 1920)
- 1879: Albert Einstein, fizician teoretic născut în Germania, laureat al Premiului Nobel pentru fizică (d. 1955)
- 1883: Grigore Tabacaru, pedagog, gazetar, publicist român (d. 1939)
- 1885: Constantin I. Gane, scriitor român (d. 1962)
- 1888: Stanisław Wędkiewicz, lingvist polonez (d. 1963)
- 1897: Ionel S. Pavel, medic român, membru al Academiei Române și al Academiei de Medicină din Franța (d. 1991)
- 1898: Ștefan Constantinescu, pictor monumentalist român (d. 1983)
- 1899: Ostap Vîlșina, scriitor și publicist ucrainean (d. 1924)
- 1902: Arhiducele Gottfried de Austria, șeful Casei de Habsburg-Toscana (d. 1984)
- 1909: André Pieyre de Mandiargues, scriitor francez, câștigător al Premiului Goncourt în 1967 (d. 1991)
- 1914: Visarion Aștileanu, cleric catolic apoi episcop ortodox român (d. 1984)
- 1919: Alexandru Paleologu, scriitor și politician român (d. 2005)
- 1924: Marcian Bleahu, geolog român (d. 2019)
- 1929: Iurie Darie, actor român de teatru și film (d. 2012)
- 1931: Aurel Giurumia, actor român de teatru și film (d. 2004)
- 1933: Michel Caine, actor britanic

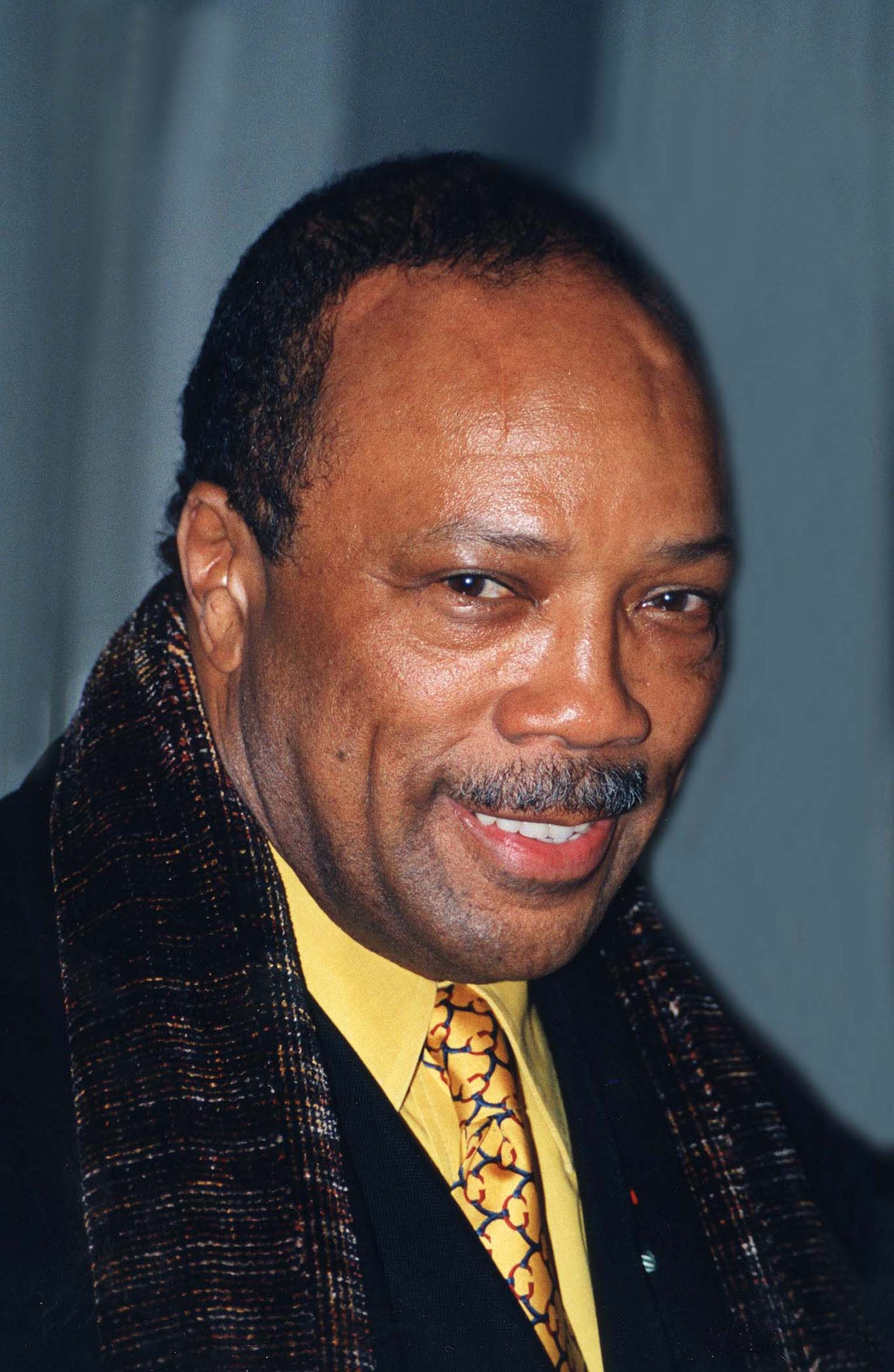
Quincy Jones, cântăreț, compozitor american
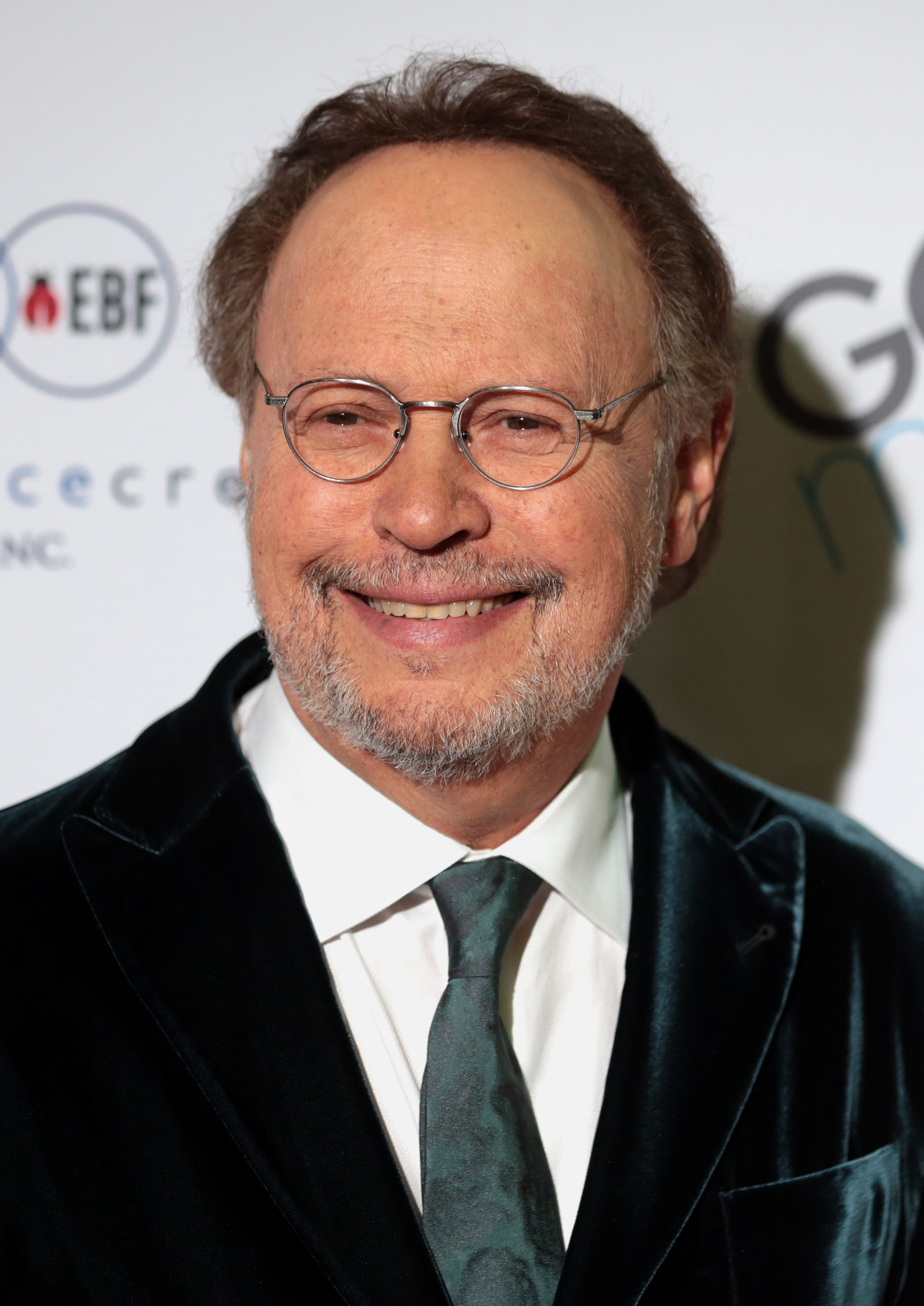
Billy Crystal, actor american
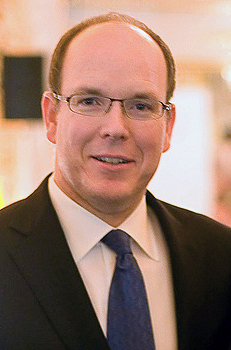
Albert al II-lea, prinț de Monaco

- 1933: Quincy Jones, cântăreț, compozitor, producător și aranjor american (d. 2024)
- 1938: Tadeusz Ross, politician polonez (d. 2021)
- 1947: Billy Crystal, actor american
- 1940: Luminița Cazacu, regizoare și scenografă română de film de animație (d. 2011)
- 1941: Wolfgang Petersen, regizor de film german (d. 2022)
- 1946: Carmen Galin,  actriță română de teatru și film (d. 2020)
- 1948: Wolfgang Wittstock, politician român
- 1948: Billy Crystal, actor american
- 1948: James Nachtwey, fotograf american
- 1951: Sarah Ludford, politiciană britanică
- 1955: Marta Petreu, poetă și eseistă română
- 1958: Albert al II-lea, prinț de Monaco
- 1979: Nicolas Anelka, fotbalist francez
- 1988: Sasha Grey, fostă actriță porno

## Decese
- 1803: Friedrich Gottlieb Klopstock, scriitor german (n. 1724)
- 1603: Ulrich al III-lea de Mecklenburg-Güstrow  (n. 1527)
- 1824: Antoinette de Saxa-Coburg-Saalfeld, prințesă germană din Casa de Wettin (n. 1779)
- 1883: Karl Marx, filosof și economist german (n. 1818)
- 1860: Carlo Ghega, inginer austriac de origine albaneză (n. 1802)
- 1887: Carol Popp Szathmary, pictor și fotograf maghiar (n. 1812)
- 1907: Édouard Toudouze, pictor francez (n. 1848)
- 1955: Jenő Fuchs, scrimer ungur (n. 1882)
- 1960: Ioannis Georgiadis, scrimer grec (n. 1876)
- 1983: Maurice Ronet, actor francez (n. 1927)
- 1989: Zita de Bourbon-Parma, soția lui Carol I al Austriei, ultimul împărat al Imperiului Austro-Ungar (n. 1892)

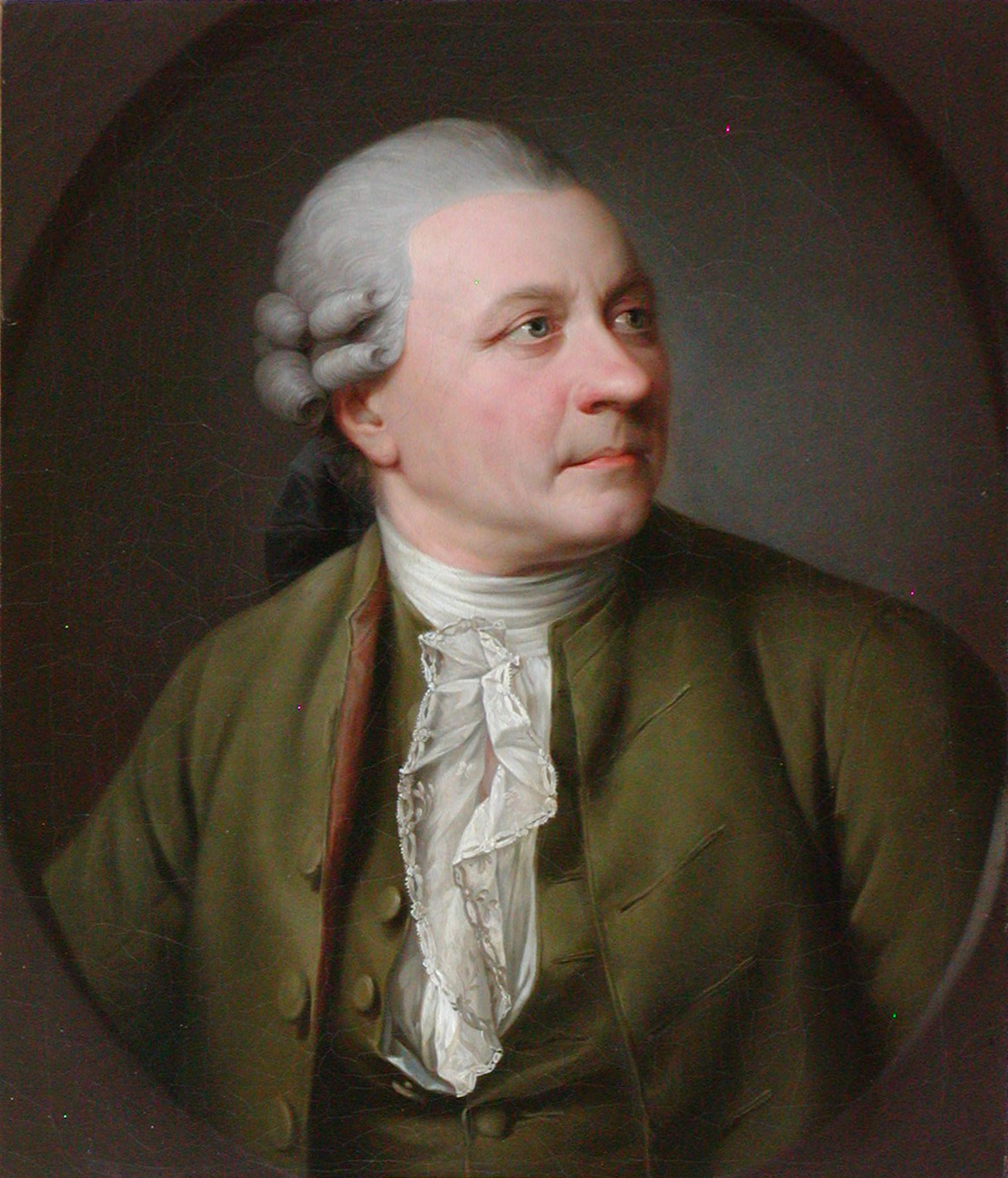
Friedrich Gottlieb Klopstock, scriitor german
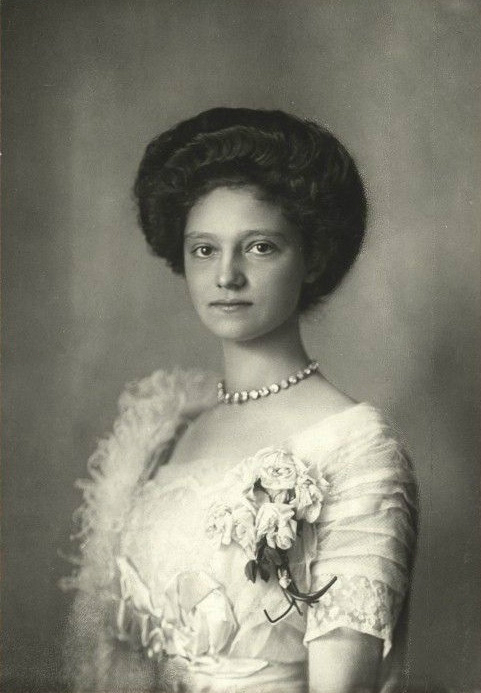
Zita de Bourbon-Parma, soția lui Carol I al Austriei
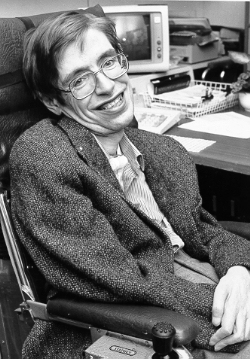
Stephen Hawking, matematician și fizician britanic

- 1995: William Alfred Fowler, fizician american (n. 1911)
- 1997: Fred Zinnemann, regizor de origine austriacă (n. 1907)
- 2003: Lucian Boz, critic literar, eseist, poet și traducător român (n. 1908)
- 2006: Lennart Meri, scriitor, regizor și politician estonian (n. 1929)
- 2008: Chiara Lubich, activistă italiană catolică, liderul și fondatorul Mișcării Focolare (n. 1920)
- 2013: Michaela Niculescu, actriță și cântăreață română (n. 1981)
- 2017: Ileana Ciuculete, cântăreață română de muzică populară (n. 1957)
- 2018: Stephen Hawking, matematician și fizician britanic (n. 1942)
- 2019: George Litarczek, medic, profesor universitar, membru de onoare al Academiei Române (n. 1925)
- 2021: Aurora Cornu, scriitoare, actriță, regizoare de film și traducătoare română (n. 1931)
- 2022: Scott Hall, wrestler american (n. 1958)
- 2022: Akira Takarada, 87 ani, actor japonez (n. 1934)

## Sărbători
- Ziua limbii estone
- Ziua pi (Ziua Internațională a Matematicii)